# Jan de Weryha-Wysoczański

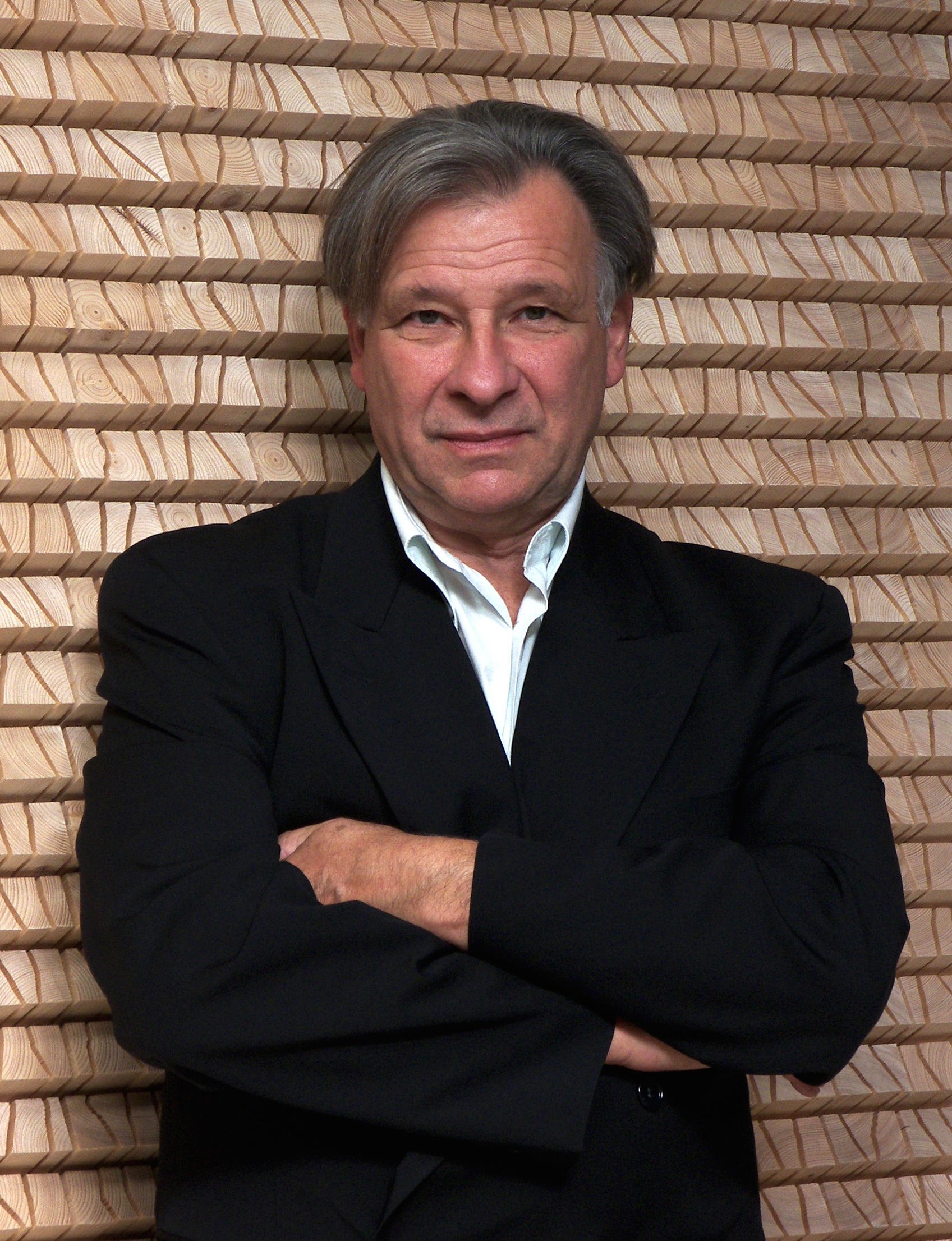
Jan de Weryha (2014)

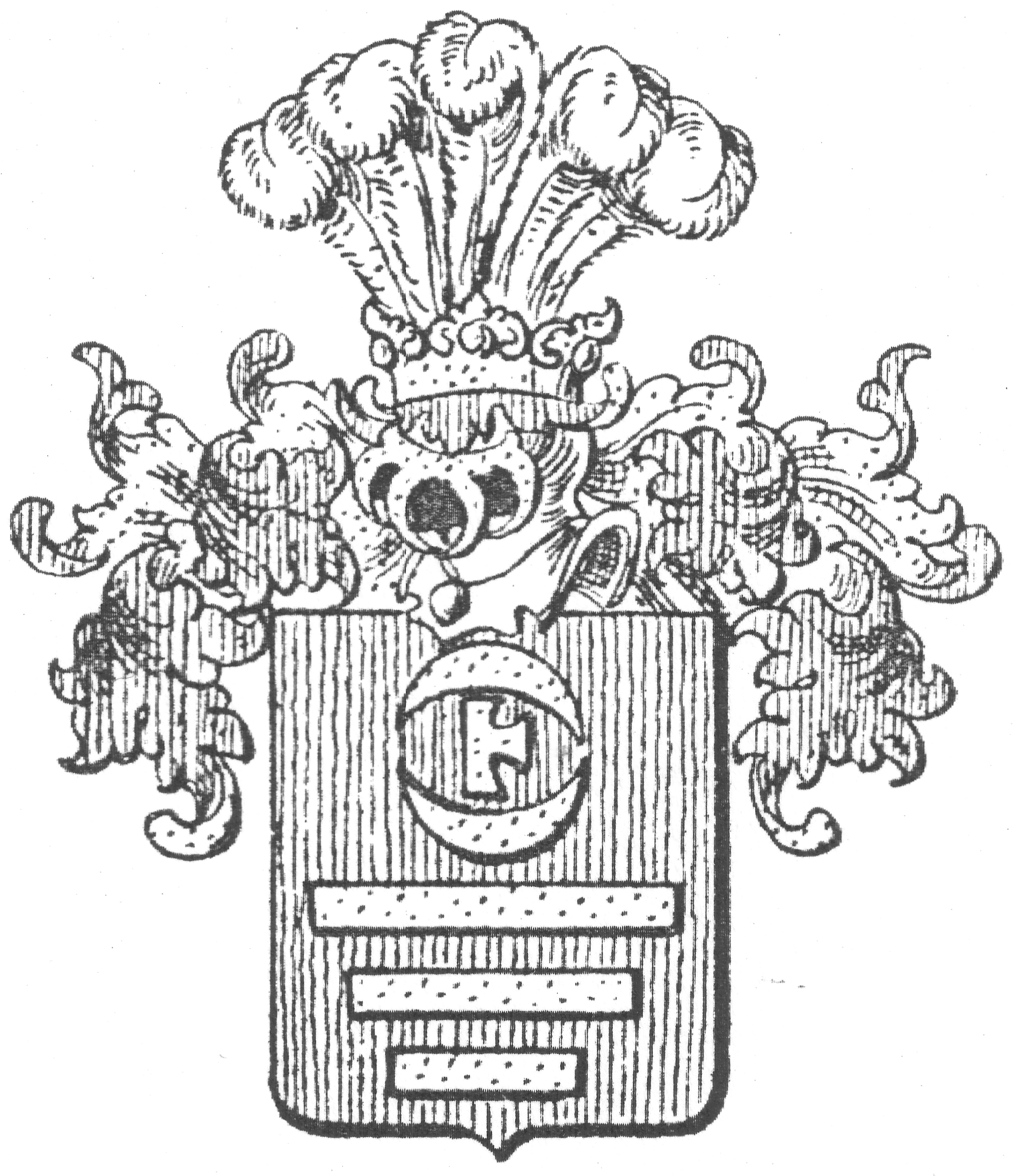
Wappen der Wappengemeinschaft „Wukry“

Jan de Weryha-Wysoczański (* 1. Oktober 1950 in Gdańsk, Polen) ist ein polnisch-deutscher Bildhauer und Vertreter der Prozesskunst sowie der Konkreten Kunst. Er entstammt dem polnischen Adelsgeschlecht Wysoczański, ist der Sohn eines Polen und einer Deutschen. Seine Großmutter väterlicherseits war Österreicherin.
Im Jahre 1976 erlangte er sein Diplom in Bildhauerei an der Kunstakademie Danzig. Kurz vor Verhängung des Kriegsrechts in Polen 1981 floh er mit Frau und Sohn nach Westdeutschland, wo er seither lebt und in Hamburg arbeitet. Er war 1998 Preisträger des Prix du Jury beim Salon de Printemps '98 Luxemburg. Den Auftrag für das Denkmal In Erinnerung an die Deportierten des Warschauer Aufstandes 1944 in der KZ-Gedenkstätte Neuengamme erhielt er 1999, und 2012 den Auftrag für das Mahnmal im Gedenken der NS-Zwangsarbeiter in Hamburg-Bergedorf. Während der Einweihung kam es zu einer Gasattacke eines Deutschen auf polnische Ehrengäste.
2022 wurde de Weryha in Wien mit der Goldenen Eule, einem als „Oscar der Auslandspolen“ geltenden Kulturpreis ausgezeichnet.

## Werke (Auswahl)
Werke von Weryha-Wysoczański finden sich im Skulpturenzentrum in Polen, Orońsko, im Nationalmuseum Stettin sowie im Museum für Zeitgenössische Kunst, Radom. Zahlreiche Werke des Künstlers werden in der von einem Freundeskreis unterstützten Sammlung de Weryha, Hamburg in einer ständigen Ausstellung präsentiert.

## Ausstellungen (Auswahl)
- 1989: Herbstsalon, Kunsthaus Hamburg
- 1990: Germany in Montana, Gallery of Visual Arts, Missoula, Montana
- 1993: Selected Art Work from the Federal Republic of Germany and The United States: A Traveling Exhibition, Paris Gibson Square Museum of Art, Great Falls, Montana
- 1998: Salon de Printemps ’98, Lëtzebuerger Artisten Center, Théâtre Municipal, Luxemburg
- 2004:  Strenges Holz, Heiner Szamida, Helga Weihs, Jan de Weryha, Kunsthalle Wilhelmshaven
- 2004:  Jan de Weryha-Wysoczański – Hölzerner Kubus aus der Reihe Kuben, Galerie Kapelle, Skulpturenzentrum in Polen, Orońsko
- 2006:  Jan de Weryha-Wysoczański – Offenbarungen in Holz, Museum für Zeitgenössische Skulptur, Skulpturenzentrum in Polen, Orońsko
- 2006:  Jan de Weryha-Wysoczański – Offenbarungen in Holz, Stadtgalerie BWA, Jelenia Góra
- 2006:  XV Internationale Skulpturtriennale – Empfindsamkeit, Kulturzentrum „Zamek“, Poznań
- 2008:  Alphabet der Skulptur DEF..., Museum für Zeitgenössische Skulptur, Orońsko
- 2009:  Jan de Weryha-Wysoczański – Tabularium, Städtische Galerie, Gdańsk
- 2009:  XVI Internationale Skulpturtriennale – Die Krise der Gattung, Kulturzentrum „Zamek“, Poznań
- 2010:  Holz als Werkstoff der Skulptur, Museum für Zeitgenössische Skulptur, Orońsko
- 2011:  Hamburg Art Week 2011, Chilehaus, Hamburg
- 2013:  NordArt 2013, Carlshütte, Büdelsdorf
- 2013:  PROJECT BERLIN RELOAD, FACTORY-ART GALLERY, Berlin
- 2015:  Alphabet der Skulptur VWZŹ..., Museum für Zeitgenössische Skulptur, Orońsko
- 2015:  Mailights 2015: Günther Uecker, Otto Piene, Heinz Mack, Jan de Weryha, Manfred Binzer, Galerie Kellermann, Düsseldorf
- 2015: NordArt 2015, Carlshütte, Büdelsdorf[9]
- 2018:  Die Holzskulptur im Schaffen polnischer Künstler 1918–2018, Władysław-Graf-Zamoyski-Stadtgalerie in Zakopane, unter anderem aus den Beständen der Nationalen Kunstgalerie Zachęta in Warschau und der Staatlichen Kunstgalerie in Zoppot[10]
- 2021: Kunst Schaffen, Robbe & Berking Yachting Heritage Centre, Flensburg, mit Friedel Anderson, Otto Beckmann, Falko Behrendt, Lucia Figueroa, Klaus Fußmann, Ingo Kühl, Hans-Ruprecht Leiß, Jörg Plickat, Nikolaus Störtenbecker, Wolfgang Werkmeister und anderen.[11]
- 2021: NordArt 2021, Carlshütte, Büdelsdorf[12]
- 2021: Salon international d’art contemporain, Monaco[13]
- 2022: NordArt 2022, Polnischer Pavillon, Magdalena Abakanowicz, Natalia LL, Jan de Weryha-Wysoczański u. a., Carlshütte, Büdelsdorf[14]
- 2023: NordArt 2023, Carlshütte, Büdelsdorf[15]
- 2024: NordArt 2024, Carlshütte, Büdelsdorf[16]
- 2025: Jan de Weryha – Endlose Wege quer durch die hölzernen Felder – Überlegungen zur Process Art, Kulturzentrum Schloss Reinbek, Reinbek[17]
- 2025: NordArt 2025, Special Project • Directions – Poland, Carlshütte, Büdelsdorf[18]

## Galerie

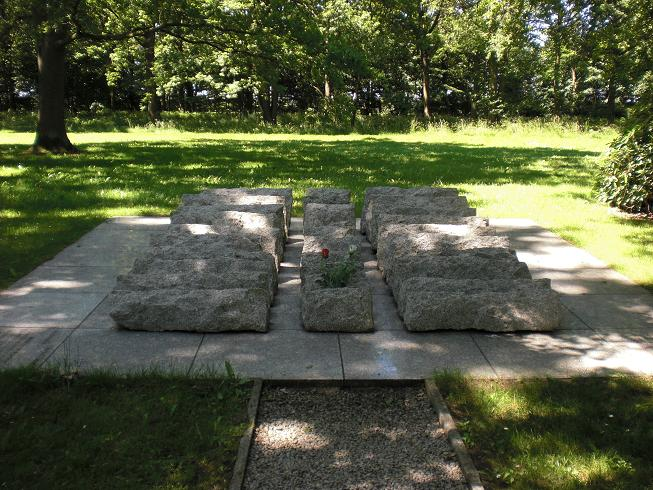
Denkmal In Erinnerung an die Deportierten des Warschauer Aufstandes 1944 in Hamburg-Neuengamme, 1999
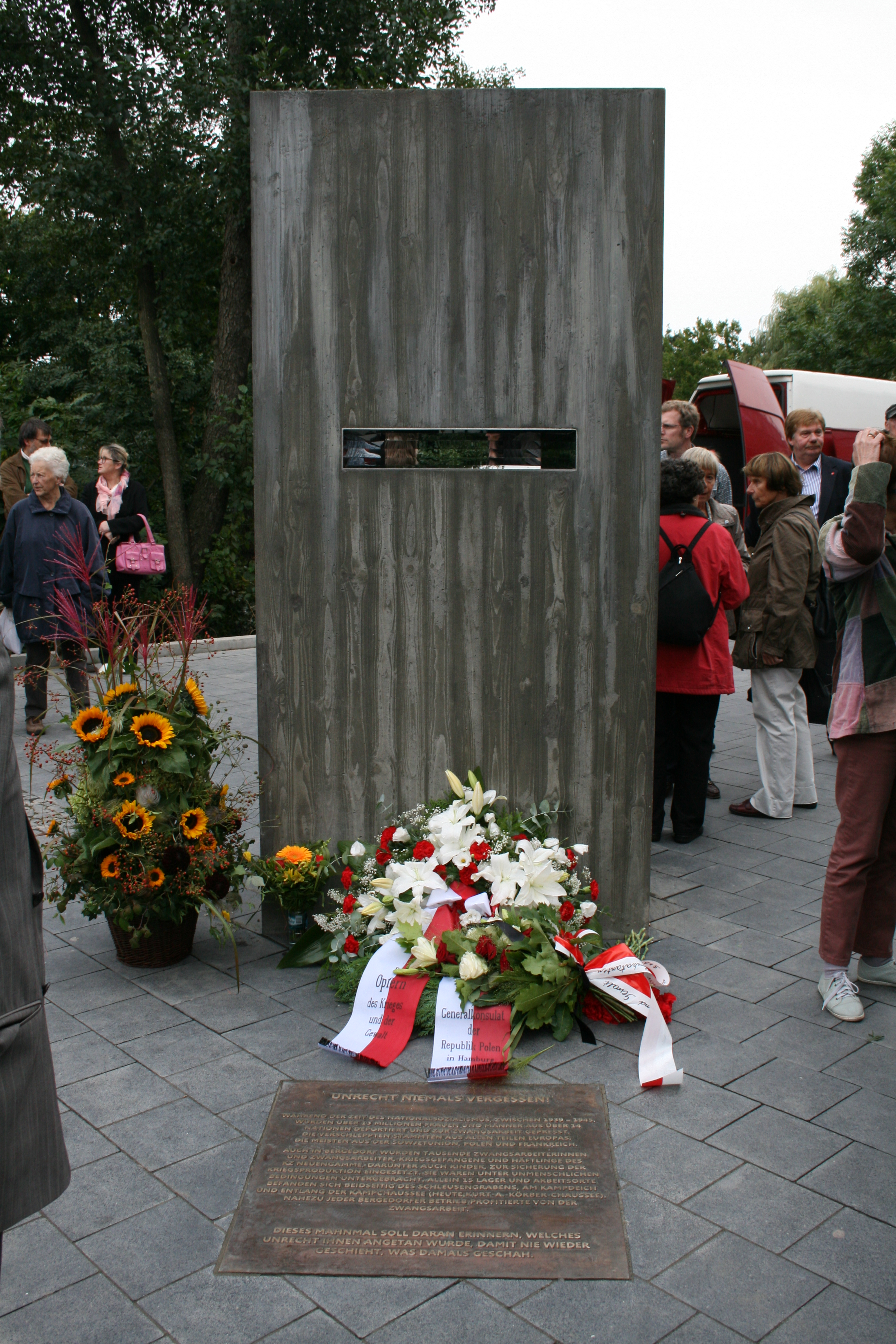
Mahnmal zum Gedenken an die in Bergedorf eingesetzten Zwangsarbeiter, 2012
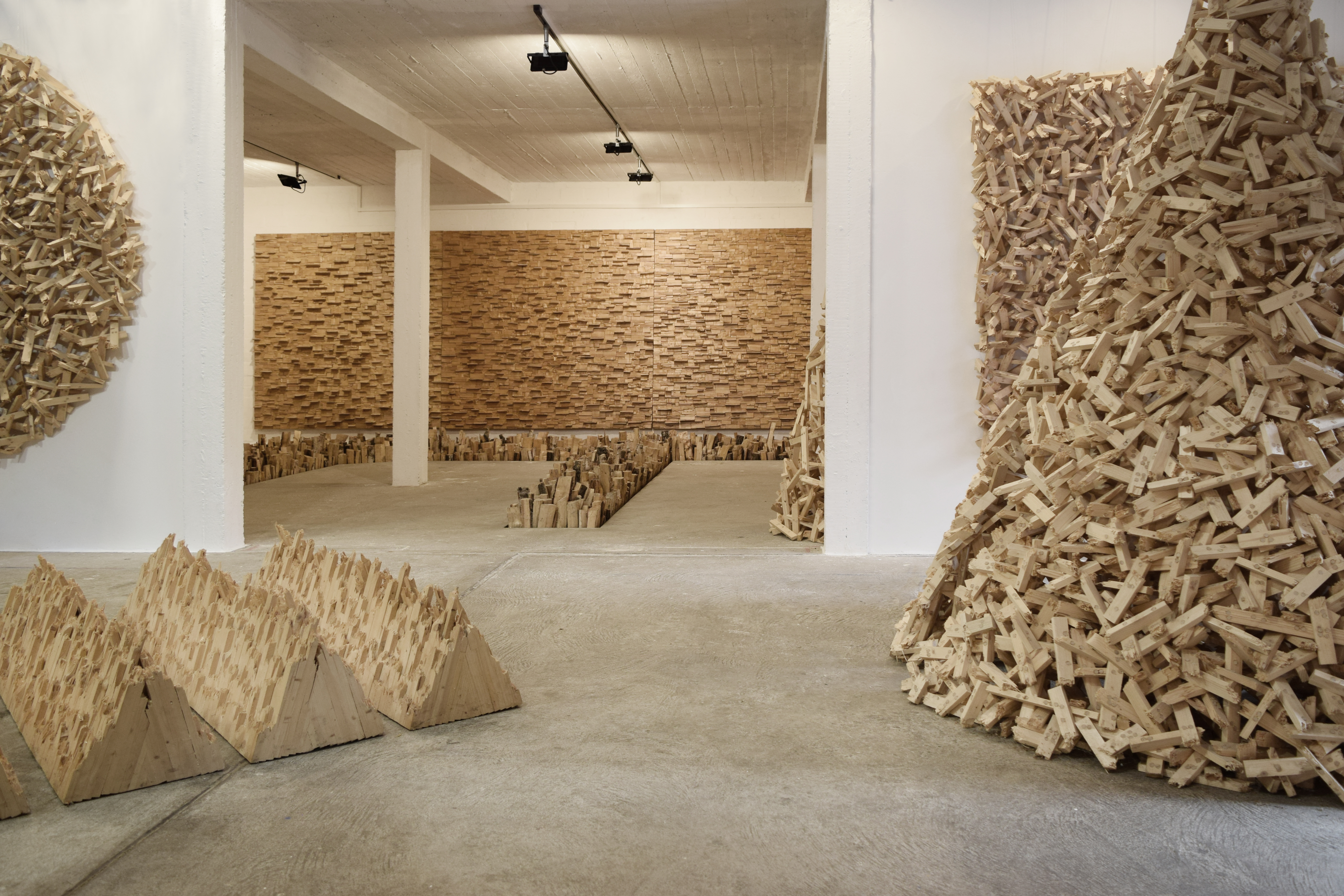
Die Sammlung de Weryha in Hamburg beherbergt eine ständige Ausstellung der Werke des Künstlers